# Žigulovské hory
Žigulovské hory (Жигулёвские го́ры) nebo Žiguli (Жигули) je geomorfologický celek v Rusku, nedaleko města Samara. Leží na pravém břehu Volhy, kterou nutí opsat velký, tzv. Samarský oblouk. Vzniklý poloostrov se nazývá Samarská louka. Vyvýšenina je dlouhá šedesát kilometrů a široká třicet kilometrů. Nejvyšší bod, vrch Bezymjannaja, dosahuje nadmořské výšky 381 metrů – je tak nejvyšším vrchem evropské části Ruska (s výjimkou Uralu, Kavkazu a poloostrova Kola).[zdroj⁠?!]

## Název
Název pohoří se podle legendy odvozuje od slova „ožog“ – spálenina. Skrývali se zde loupežníci, kteří od projíždějících lodí vybírali výpalné.

## Geografie
Pohoří vzniklo vyzdvižením kry tvořené převážně karbonskými a permskými vápenci, na nichž se vytvořil krasový reliéf. Porost tvoří borová a javorová lesostep. V horách roste množství hub, zvláště holubinek. Vyskytují se zde typicky stepní druhy (vlha pestrá, kudlanka nábožná, endemický druh mateřídoušky), ale také los evropský. Velká část pohoří je vyhlášena rezervací. Centrem oblasti je město Žiguljovsk.

## Ohlasy
Zdejší scenérie vyhledávali mnozí umělci, např. Ivan Ajvazovskij. Podle hor je pojmenován automobil i pivo. Žiguli jsou vyhledávány milovníky záhad, neboť zde bývají hlášeny četné paranormální jevy. Podle pověstí se v horách skrývá vchod do podsvětí.